# Opérateur accrétif
En mathématiques, un opérateur accrétif est une multifonction définie entre espaces de Banach, qui possède une propriété de monotonie analogue à celle que possède un opérateur monotone sur un espace de Hilbert.

## Multifonction
Soient {\displaystyle E} et {\displaystyle F} deux ensembles. Une fonction multivaluée, ou multifonction {\displaystyle T:E\multimap F} est une application de {\displaystyle E} dans l'ensemble des parties de {\displaystyle F}. Son graphe est noté {\displaystyle {\mathcal {G}}(T)}.

## Définition
Soit {\displaystyle (E,\|\cdot \|)} un espace vectoriel normé.

On dit qu'un opérateur {\displaystyle T:E\multimap E} est accrétif si pour tout {\displaystyle \lambda >0}, pour tout {\displaystyle (x_{1},y_{1})\in {\mathcal {G}}(T)} et pour tout {\displaystyle (x_{2},y_{2})\in {\mathcal {G}}(T)}, on a

{\displaystyle \|x_{1}-x_{2}\|\leq \|(x_{1}-x_{2})+\lambda (y_{1}-y_{2})\|.}

L'accrétivité est une manière d'exprimer la monotonicité d'un opérateur dans un espace dépourvu de produit scalaire (voir ce résultat).
On voit que si {\displaystyle T} est accrétif, quel que soit {\displaystyle \lambda >0} et {\displaystyle z\in E}, l'inclusion {\displaystyle x+\lambda T(x)\ni z} a au plus une solution {\displaystyle x}.